# CCleaner
A CCleaner (teljes nevén Crap Cleaner) freeware és fizetős verzióban is elérhető program, amely optimalizálja a felhasználó számítógépét és eltávolítja a nem-használt, illetve szükségtelen fájlokat a merevlemezről. A programot a Piriform fejleszti Microsoft Windows-ra, összesen 47 nyelven érhető el. 2009. június 25-ig több mint 300 millióan töltötték le a Piriform weboldala szerint.

## Tulajdonságok
A CCleaner-rel a felhasználó eltávolíthatja a nem használt, szükségtelen fájlokat a merevlemezről és számos más támogatott programból, illetve a webböngészőkből például az előzményeket vagy a cookie-kat. Kitisztíthatjuk vele még a lomtárat, a memóriát, a töredezett fájlokat, a naplófájlokat, a fájltöredékeket és még számos más adatot is. A program emellett megkeresi és javítja az olyan hibákat, mint például a nem-használt fájl-kiterjesztések, program-bejegyzések és hiányzó megosztott DLL fájlok a Windows Registry-ben.
A CCleaner rengeteg programban ki tudja tisztítani a nem használt, vagy szükségtelen fájlokat: Internet Explorer, Firefox, Google Chrome, Opera, Safari, Windows Media Player, eMule, Google Toolbar, Netscape, Microsoft Office, Nero, Adobe Acrobat, McAfee, Adobe Flash Player, Sun Java, WinRAR, WinAce, WinZip, GIMP és egyéb alkalmazások.
Mindemellett segít a programok eltávolításában és a Windows indulásakor automatikusan elinduló programok beállításában is. A 2.13.8-as verziótól kezdve már rendszer-visszaállítási pontot is lehet vele törölni. Rendszeresen jelenik meg hozzá frissítés, amit a program saját maga ellenőriz elindításakor, de ha ez blokkolva van tűzfallal, akkor manuálisan is leellenőrizhetjük az új kiadást. A program mentes a hirdetésektől és kémprogramoktól, ingyenesen és korlátozás nélkül használható.